# Hotel Palace
El Hotel Palace de Madrid, llamado oficialmente desde el 1 de marzo de 2000 The Westin Palace, Madrid, es una instalación hotelera situada en el distrito Centro de Madrid (España) en la Carrera de San Jerónimo, con fachadas a la plaza de Cánovas del Castillo, calle del Duque de Medinaceli y plaza de las Cortes. El hotel fue construido por el empresario hostelero de origen belga George Marquet por sugerencia personal de Alfonso XIII. El edificio, con sus cuatrocientas habitaciones, empleó el novedoso material constructivo denominado hormigón armado, siendo erigido en un periodo de quince meses, y abriendo sus puertas al público el 12 de septiembre de 1912 (dos años después que su vecino Ritz). En la fecha de su construcción fue el hotel más grande de Europa. Entre sus novedades hosteleras de la época se encontraba la incorporación de teléfono, interfonos e inodoros en cada habitación. Los bajos del edificio fueron famosos en Madrid por ofrecer servicios diversos, tales como los salones de baile denominados el "The del Palace", los salones de jazz del Rector's Club y la cervecería "La Brasserie". En los años cuarenta se instaló el Cine Palace y posteriormente las cadenas Starbucks y Vips. Actualmente el hotel forma parte del grupo hotelero Marriott International.

## Historia

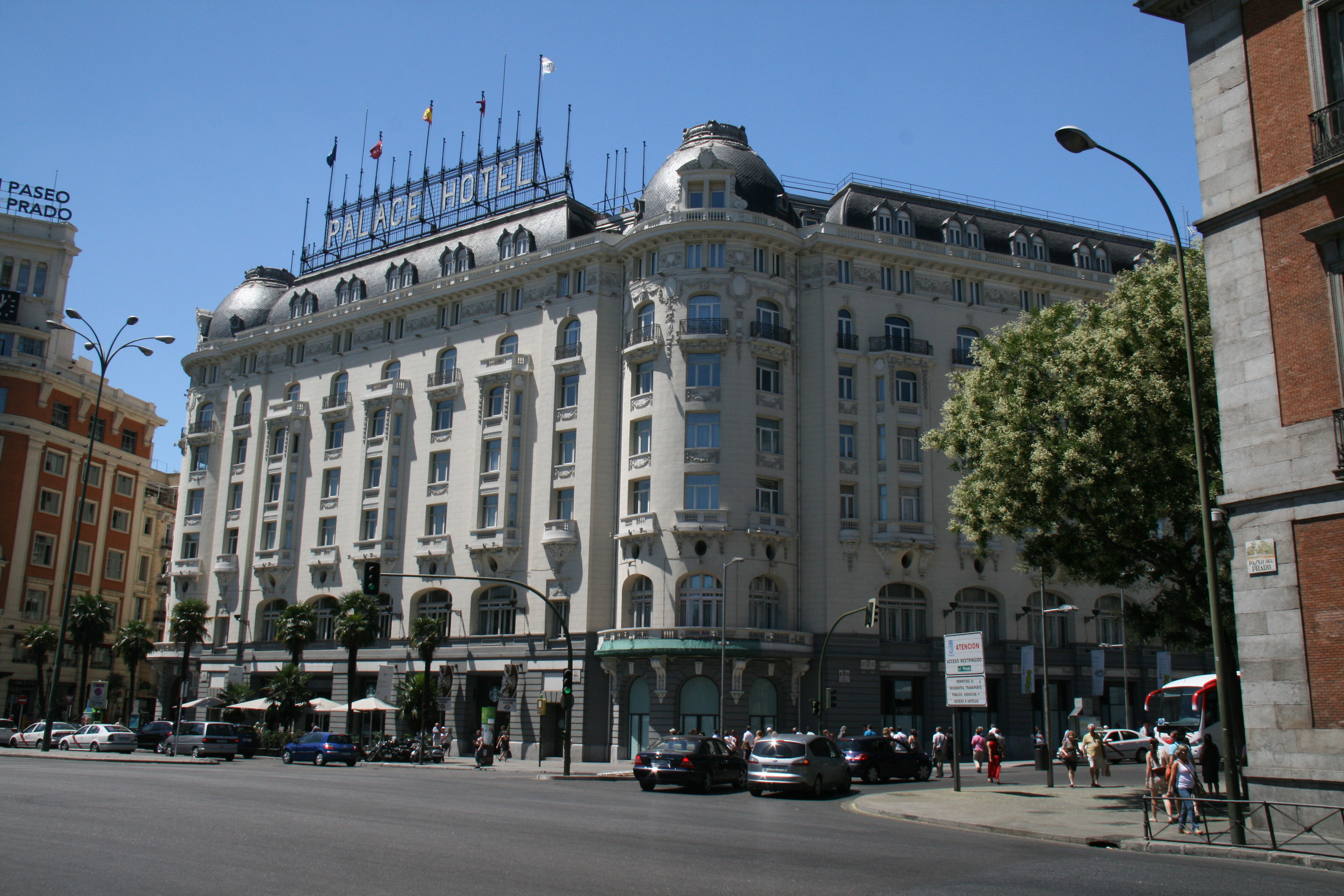
Fachada noble del Hotel

Los avances técnicos y de calidad en el transporte ferroviario español tuvieron como primer efecto una mayor afluencia de visitantes a la ciudad. Ya desde 1883 existía el servicio Wagon-Lits entre París y Madrid, pero la incorporación de coches-cama permitía un viaje entre ambas capitales más cómodo. Este sistema substituía al lento y pesado servicio de diligencias (el denominado servicio de la Compañía de Diligencias Peninsulares y Postas). Esta situación incrementaba el número de visitantes a Madrid con necesidad de un alojamiento. Las Fondas acogían a los diversos viajeros, nacionales e internacionales que llegaban a la Capital de España, en algunos Palacetes, casas de particulares. En muchos de los hoteles de comienzos de siglo XX no había buenas instalaciones, y es esta razón por la que a menudo había un servicio inodoro por planta. Pero pronto surgía en la ciudad la necesidad de atender una nueva tipología de viajero, acomodado y con gran nivel adquisitivo. Otras mejoras afectaban al desarrollo de la ciudad como era el caso de la instalación eléctrica en las viviendas (en 1915 Madrid ya superaba los cien mil abonados), el transporte mediante tranvías con trole. Entre los avances urbanísticos de la época cabe destacar la evolución del Ensanche de Madrid que afectaba a los barrios de Salamanca, así como a los de Argüelles y Ventas. En 1910 se daba comienzo a las obras de construcción de la Gran Vía madrileña que abría una gran calle a través del denso casco urbano del centro de la capital, esta obra duraría 21 años. A pesar de su construcción la carestía de habitaciones de lujo se mantendría en España hasta bien entrados los años setenta. 

### Entorno y necesidades
Se habían realizado diversos intentos de crear residencias hosteleras en Madrid desde comienzos del siglo XX. Uno de los primeros se produce en 1902 cuando la Casa Miró i Trepat estudió la viabilidad de erigir un hotel en el paseo del Prado (junto a los Jardines del Retiro) con el objeto de poder celebrar la coronación de Alfonso XIII, y encargó el estudio al arquitecto catalán Eduard Ferrés i Puig (por consejo de Joan Miró i Trepat). El estudio mostró que la rentabilidad era mayor si se construía una Casa de Correos y Telégrafos en la zona. En 1910, y fruto de los deseos del rey Alfonso XIII para que Madrid pudiera disfrutar de un hotel del nivel de la ciudad, se inauguró el Ritz proyectado por el arquitecto francés Charles Mewès. Las ciento ochenta habitaciones que poseía este nuevo Hotel de lujo (junto con las del Grand Hôtel de París ubicado en la Puerta del Sol), no eran suficientes para atender la creciente demanda de visitantes que afluía a la capital. La escasez de habitaciones de lujo en Madrid quedó patente años antes, tanto en 1902 durante las celebraciones para la coronación de Alfonso XIII como la de sus esponsales con Victoria Eugenia de Battemberg en 1906. En ambas el esfuerzo por acomodar a los visitantes fue una labor bastante complicada. 
Era pues necesario crear nuevos establecimientos hoteleros que cubrieran la demanda de la ciudad. Madrid necesitaba un hotel que le permitiera incorporarse a los circuitos en los que se movía la alta sociedad europea. En países como Bélgica, Francia y Gran Bretaña los hoteles de lujo en medio de las urbes habían proliferado y resultaban ser un éxito para sus propietarios. Se desarrollaban nuevos conceptos hoteleros. Iniciativas tempranas como la presidida por el marqués de la Vega Inclán (que tenía una fuerte amistad con el rey) creando la Comisaría Regia de Turismo, son indicios de la necesidad existente en la época. Es cuando Alfonso XIII, aficionado a las carreras de caballos, tiene una entrevista con el empresario hostelero de origen belga George Marquet, dueño de cadenas de hoteles en la Costa Azul en el hipódromo Deauville (denominado «Hippodrome de la Touques»). En este encuentro, George es animado por el monarca a construir un hotel en Madrid. George envió una comitiva de expertos a Madrid con el objeto de buscar emplazamientos posibles. La primera tentativa fue la compra del Ritz que acabó con la negativa de los propietarios. Tras ello decidió la construcción del suyo propio con el apoyo del rey, este nuevo hotel debía superar en servicios al de la competencia. Para su edificación se barajaron diversos emplazamientos, uno fue la Gran Vía, pero se eligió finalmente el solar del palacio de los Duques de Medinaceli ubicado en la Carrera de San Jerónimo, que fue derribado en 1895. Este palacio, perteneciente a la familia Sandoval y Rojas desde el siglo XVII pasó a la los duques de Medinaceli. Era conocido por los madrileños como el Palacio del Prado. La muerte del XV duque de Medinaceli en 1873 hace que la viuda traslade su vivienda a un palacete cerca de la plaza de Colón y el abandono del palacio motiva su demolición. Desde 1902 hasta 1907 el local de Medinaceli tuvo un parque denominado "cineflúo". En 1910 optan por la compra el Ayuntamiento de Madrid y la sociedad Madrid Palace Hotel S.A. El Ayuntamiento finalmente se retira por falta de fondos, siendo finalmente adquirido el solar por la sociedad en la que Marquet es accionista mayoritario. La ubicación de este nuevo hotel correspondía al mejor lugar del Madrid de comienzos de siglo XX, donde se encontraba cercano al centro político definido por el Palacio de las Cortes, el centro financiero definido por el edificio de la Bolsa y el social definido por la Puerta del Sol. Posteriormente la cultural debido a la existencia cercana del Museo del Prado.

### Construcción e inicio

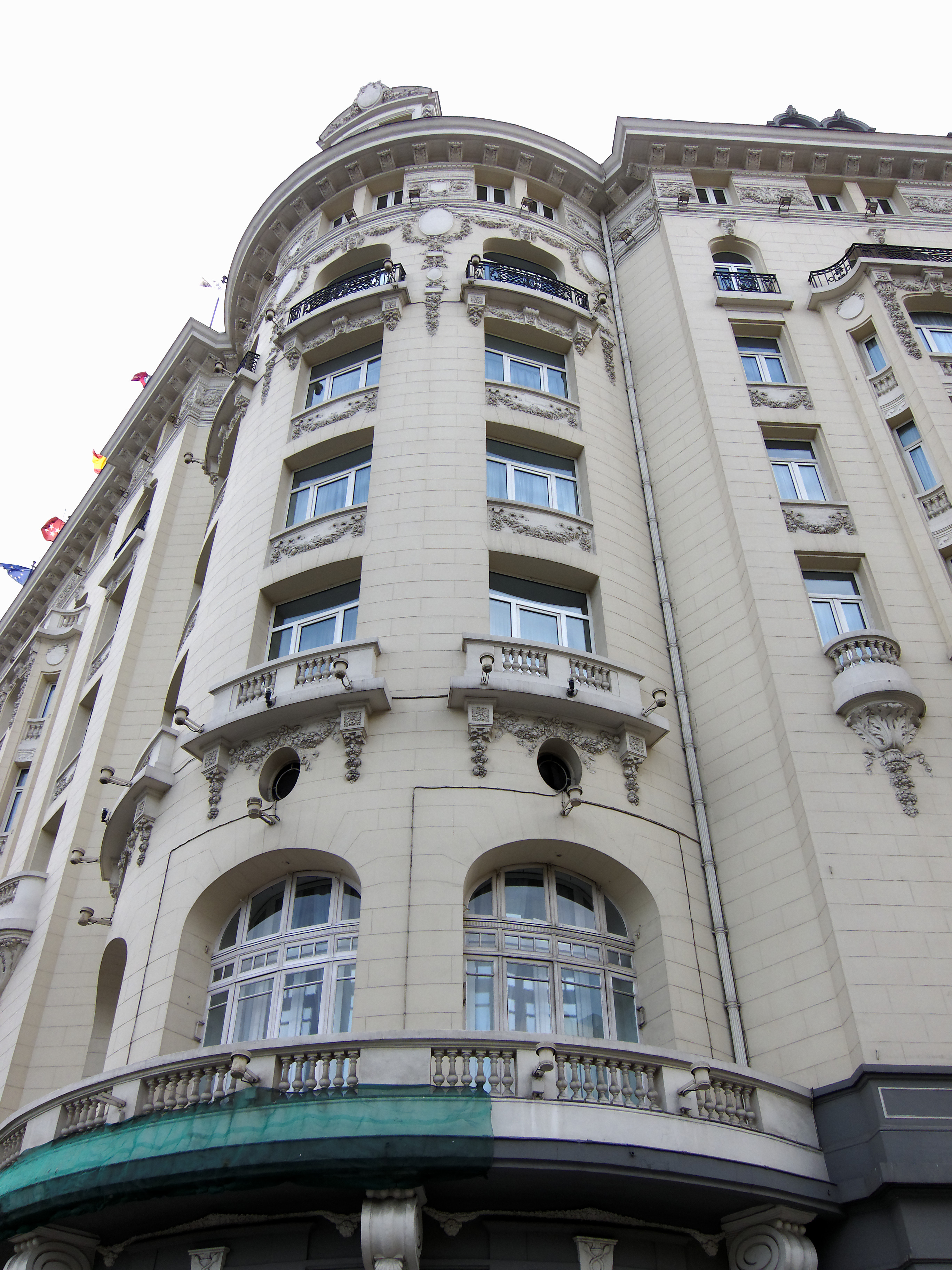
Las ventanas del chaflán.

La obra se llevó a cabo en el solar de forma trapezoidal y de seis mil metros cuadrados ocupados anteriormente por el palacio de los Duques de Medinaceli. Se presenta la licencia para la construcción con planos firmados por el gabinete belga de estudios arquitectónicos Leon Monnoyer et Fils, concretamente por el arquitecto Eduard Ferrés i Puig.  Los planos aparecen con sus leyendas en francés y están firmados en diferentes fechas a lo largo del año 1910. A partir de este trabajo se le encargarían posteriormente otros hoteles en otras capitales europeas. La inversión inicial prevista era de quince millones de pesetas. Ferrés es un arquitecto experimentado que posee numerosas obras en España y Portugal  contó para su diseño con los ingenieros de la empresa de Marquet:  y Max Linder.  Posiblemente autores de algunas partes del edificio. Recorrió Europa para conocer los mejores hoteles del continente europeo, entre ellos el Hotel Palace de Bruselas. Una de las primeras obras fue la realización de un basamento que soportara el desnivel existente entre la calle Medinaceli y la plaza de Cánovas del Castillo. La obra se adjudicó a la empresa catalana Construcciones y Pavimentos S.A. propiedad de Joan Miró i Trepat con la colaboración de León Monnoyer et Fils.
Las fechas de comienzo exactas no son conocidas. El 9 de marzo de 1911 dieron comienzo las obras de vaciado, el 9 de julio de 1911 se colocó la primera piedra culminando el proceso de edificación el 12 de septiembre de 1912, fecha en la que se inauguró. La edificación contaba desde sus inicios de una gran complejidad debido a la existencia de diversos equipos de ingenieros especialistas en multitud de campos. Resultaba necesario instalar ascensores, servicios sanitarios para los numerosos cuartos de baño, conducciones de agua caliente, etc. Entre sus características más innovadoras se encontraba su estructura totalmente en hormigón armado, que permitió que la realización de la obra constructiva en tan solo siete meses. El empleo de este material estuvo lleno de reticencias iniciales. Años antes se vino abajo una construcción del tercer depósito del Canal de Isabel II, matando a 40 obreros de la construcción. Este incidente hizo que se extremaran los controles constructivos. La edificación estuvo llena de percances debido a la incorporación de novedades en sus instalaciones tales como el sistema de comunicación de agua que permitía tener inodoro en cada habitación. Esta innovación superaba en calidad al Ritz que desde sus inicios compartía este servicio entre varias habitaciones. Para poder realizar las obras se contrató una brigada de fontaneros traídos de Inglaterra, a los que se incorporaron ayudantes españoles.  Entre los arquitectos de ejecución de obra se encuentra Manuel Álvarez Naya con el cargo de director de obra, colaborador habitual de Eduard. 
Poco a poco se comenzaban a ofrecer en el hotel los servicios cervecería-café denominada "La Brasserie". La cervecería, ubicada en los bajos, fue muy popular en la época ya que ofrecía cervezas alemanas de importación de las marcas: Löwenbräu (München) y Genossenbräu (cerveza pilsen procedente de Bohemia). Estas cervezas se traían a España mediante un novedoso sistema de transporte refrigerado directamente de su origen. La brasserie se empleaba también como salón de exposiciones. Este hotel tenía como innovación la presencia de teléfono (e interfono con la administración del hotel) en cada una de sus cuatrocientas habitaciones. Este sistema de comunicación solo se empleaba en otro hotel. Se atendían los servicios del hotel con un conjunto de seiscientos  empleados distribuidos a lo largo del edificio. A pesar de comenzar sus operaciones el día 21 de septiembre, siendo su primer huésped un ciudadano belga llamado Leopold Ghende, amigo del fundador del hotel, que se alojó en la 141 por 7,5 pesetas de la época, oficialmente fue inaugurado el 12 de octubre por el Gobierno Español representado por el presidente del Consejo de Ministros José Canalejas (unos meses antes de morir en un atentado) y varios millares de invitados entre los que no asistió el Rey, debido al luto por la reciente muerte en complicaciones del parto (15 de septiembre) de la infanta María Teresa. El acto fue amenizado por la Orquesta Sinfónica de Madrid y cantó la tiple Elvira Hidalgo en el espacio del jardín de Invierno.  Ocupándose al completo los cuatro grandes salones. Los cuatro salones se denominan: Medinaceli, Neptuno, Cortes y Francés. La Gerencia del Hotel hizo acuñar una medalla conmemorativa de la inauguración. El día de la inauguración el hotel se encontraba con su aforo completo. 
El edificio es galardonado en 1914 por el Ayuntamiento de Madrid por ser el mejor edificio construido de la ciudad. El entorno urbanístico del hotel comienza a poblarse de edificios. El arquitecto Antonio Palacios comienza a construir por encargo en 1913 un edificio de viviendas (posteriormente edificio "La Sud América" y en la actualidad Hotel NH Paseo del Prado).
Actualmente The Westin Palace, Madrid forma parte recientemente de la lista del Patrimonio Mundial de la Unesco al formar parte como espacio emblemático y cultural del área denominada como "Paisaje de la Luz".

### Imperio Marquet
Pronto adquiere Marquet el Ritz y con  ello crea un espacio dual, por regla general al Ritz van los personajes más distinguidos. Algunos potentados como Juan March llegaron a reservar en 1918 habitaciones en el hotel durante largos periodos de tiempo. Otros famosos siguieron su ejemplo, uno de los más conocidos fue Alberto Santos Dumont. El estallido de la Primera Guerra Mundial y la posición neutral de España en el mismo atrajo un nutrido éxodo de la realeza y alta burguesía europea hacia Madrid. Durante este periodo las habitaciones de ambos hoteles estuvieron constantemente repletas. Esta situación hizo que el Palace fuese denominado el "último refugio de la civilización". En sus salones se reunían los elementos más variados de la sociedad europea exiliada por la Guerra. Se hacían negocios de retaguardia. La inclusión de la espía alemana Mata Hari entre los visitantes no queda clara en los que declaran la historia del hotel. El final de la Guerra marcó una etapa de esplendor en el hotel. 
El hotel de los primeros años era un éxito social que compartía con otros locales madrileños (como era el Casino de Madrid o el restaurante Lhardy), en sus salones durante las festividades se reunía la aristocracia y la alta burguesía. Se hizo famoso el salón de baile vespertinos del The del Palace (salón de té). Estas celebraciones rivalizaban con las del Ritz. La cervecería de la Brasseri, a partir de 1923, se convertirá en la orquesta negra americana Jackson del Rector's Club y se hicieron populares las primeras sesiones de jazz en Madrid. La orquesta de la época que amenizó las noches madrileñas de los años veinte se denominaba: "Jackson Brothers", compuesta de un conjunto de músicos negros traídos de Nueva York. Se celebraron igualmente sesiones pugilísticas y de esgrima. La cercanía con el Congreso de Diputados hace que exista afluencia del mundo de la política. En sus salones se llegó a discutir si Antonio Maura debía o no hacerse con el Gobierno de España en 1918 tras la abdicación de Alfonso XIII. El periodo de posguerra se caracterizó por la abundancia de políticos y de industriales catalanes entre los residentes y habitantes de sus salones.  
Eran habituales de la cervecería del Palace del brasserie algunos estudiantes de la Residencia de Estudiantes como lo eran Dalí, García Lorca y Luis Buñuel. Debido a la creciente demanda de locales de reunión en los años veinte el hotel afronta en 1925 la primera reforma de importancia dirigida por el arquitecto Martín Domínguez. Esta reforma trajo como consecuencia la construcción de un bar, la compra de múltiples mesas de billar así como la adaptación de la planta baja para que fuese empleada como concesionario de Citroën. Esta sucursal desapareció décadas después, permitiendo la instalación de otros negocios.
La llegada de la Guerra Civil tras el golpe de Estado contra la II República, hizo que disminuyera la clientela y el inmueble se convirtió, ya desde el 18 de julio de 1936, en embajada de la Unión Soviética en Madrid durante un periodo de siete semanas. Se dedicó a este cometido solo la primera planta del edificio. El resto quedó en manos de un comité de trabajadores hasta que el 4 de noviembre de 1936, al ver el Ministerio de la Guerra un repliegue de las tropas del sur, decide convertirlo en un hospital de sangre, denominado: "Hospital de Base número 1". En el improvisado hospital de guerra, falleció el escultor Emiliano Barral, que había sido herido con un obús en el Frente de Usera. El médico Manuel Bastos Ansart decide trasladar el Hospital Militar de Carabanchel, debido a su proximidad con el avance de las tropas asaltantes por el noroeste de la ciudad, evacuándose por completo y trasladado su personal y material quirúrgico al hotel. En la planta baja se instalan los quirófanos de urgencias. Se estableció además un hogar para niños desamparados. Se instalaron en el Hotel casi ochocientas camas repartidas a lo largo de los seis pisos. La cúpula que iluminaba el salón de baile sirvió para hacer operaciones en esta época de finales de los años 30, después de que las bombas acabaran con la luz eléctrica. La última planta se dedicó a viviendas de los empleados que ahora se dedicaban al transporte de enfermos. El edificio sufrirá durante la defensa de Madrid los efectos del intenso bombardeo aéreo que afectó al Museo del Prado y aledaños. Concretamente el 16 de noviembre cayeron dos proyectiles sobre el edificio que afortunadamente no explotaron.
Tras el periodo de Guerra Civil, ya a comienzos del año 1939, George Marquet recupera el hotel que tuvo que restaurarse por completo, debido en parte al uso intensivo como hospital de campaña, y de las sucesivas incautaciones del edificio. George Marquet fijó su residencia en el propio hotel cuando se encontraba de visita en Madrid, a pesar de poseer diversos hoteles de lujo en Madrid. En esta segunda remodelación del Palace se cambió el estilo de las habitaciones renovando su mobiliario que se adaptó a un estilo de sobrio clasicismo. El 1 de octubre de 1939 regresa a las funciones hosteleras. Muchos de los propietarios de casas lujosas de Madrid al regresar a la capital, tras el conflicto, comenzaron a ocupar habitaciones del Palace y del Ritz en espera de reparaciones de sus viviendas. Situación que volvió a completar el aforo del hotel.

### Segundo esplendor

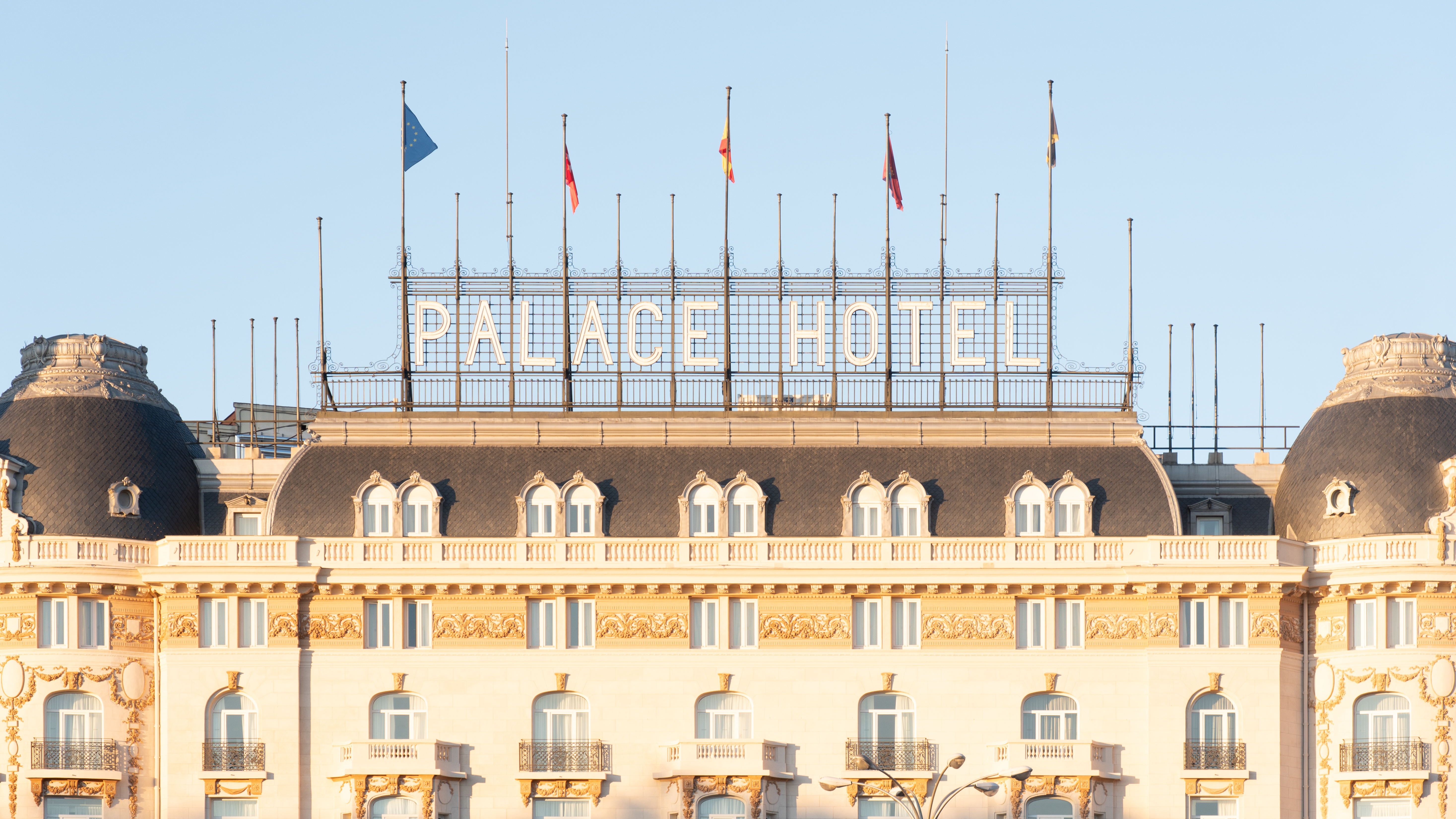
Cartel de Neón anunciando el hotel en grandes letras rojas.

Durante los años cuarenta el Hotel fue uno de los centros más populares para el aprendizaje de barman en España, estableciéndose en su espacio una barra donde se servían los más famosos cócteles de la época: el ginfizz y el dry martini. De nuevo el papel neutral de España en la  Segunda Guerra Mundial hizo que el hotel fuese lugar de refugio de la alta burguesía, así como centro de operaciones de negocios en la retaguardia.  Es en esta época en la que toreros y actores de cine, escritores y demás artistas aparecen en las listas de residentes del hotel. En 1942, con motivo del treinta aniversario del hotel se le entrega a George Marquet la medalla al Mérito al Trabajo. La capitulación de Alemania supuso el final del periodo de conflicto bélico en Europa. En los años cuarenta y cincuenta el hotel mostró un aforo completo debido al centralismo administrativo impuesto por el franquismo. Esta situación obligaba a las personas con negocios y títulos a desplazarse a Madrid con el objeto de cumplimentar cualquier trámite. Es por esta razón por la que el Palace, al igual que el vecino Ritz viven el periodo de postguerras en un estado de relativa abundancia. 
Los restaurantes que ofrecían su servicio mediante el subarrendado, debido a una decisión personal de George Marquet, pasaron a ser propiedad del Palace. La compañía aérea española Iberia alquiló las dependencias situadas en los bajos de la plaza de Cánovas del Castillo y fijó allí su oficina principal. Frente a la oficina de Iberia, la compañía solicitó al Ayuntamiento de Madrid la instalación de un terminal de autobuses que pudiera facilitar el transporte de viajeros desde el aeropuerto de Barajas. La parte que da a la Carrera de San Jerónimo se dedicó a la proyección del cine, y su sala se denominó Cinema Palace. Durante este periodo se hizo popular la residencia permanente del gastrónomo, escritor y periodista Julio Camba. Este privilegio le fue concedido como agradecimiento por haber ayudado a Juan March en los delicados periodos anteriores de la Guerra Civil. El magnate le regaló una de sus habitaciones permanentes de por vida al escritor, de esta forma Julio Camba queda unido a la historia del hotel (habitación 383). Uno de los salones posee su nombre en homenaje a su residencia. El hotel de los años cincuenta llegó a tener un servicio atendido por cerca de un millar de personas, entre los integrantes de la plantilla  se llegó a tener un equipo de football. Se atienden nuevas exigencias de los residentes y se abren servicios como el de guardería infantil, denominado "Casa Cuna". 
El auge económico de los años setenta y la apertura de España al exterior permite la entrada de nuevos residentes en el hotel, el caso más significativo es el de Ernest Hemingway que regresa a España en 1954, tras una ausencia de casi veinte años, y que se hospeda en el hotel. El hotel se hace residencia habitual de los actores americanos que hacen su gira en España. Muchos de estos actores eran 'desviados' desde el Ritz que tenía el criterio de no aceptar los personajes públicos famosos con el objetivo de mantener la atmósfera selecta de tranquilidad entre sus clientes. De esta forma el número de clientes famosos, sobre todo del mundo del cine, creció en el Palace durante esta etapa. El número de políticos y de escritores descendió. No obstante hubo intentos de restablecer el espíritu de las antiguas tertulias, iniciativa de Guillermo Díaz-Plaja, Eugenio Montes y César González Ruano. Los años cincuenta fueron los años que comenzó a despegar el turismo en España, haciendo del fenómeno no sólo un caso sociológico, sino económico. El incremento de turistas que llegaban a Madrid fue en constante aumento hasta la década de los sesenta. Se introdujeron novedades como el aire acondicionado y un tercer cambio en la decoración del hotel.

### Modernidad y competencia con otras cadenas
Durante los años setenta pronto se comenzaron a notar por primera vez las temporadas con los aforos oscilantes. En el mes de mayo se lograban altos grados de ocupación hotelera, bajaba en los meses de agosto para volver a incrementar su ocupación en octubre. Pronto comenzó a competir en servicios con otras cadenas hoteleras recién establecidas en Madrid, tal es el caso de: Eurobuilding, Meliá Madrid, etc. En este mundo de competencia se produce la renovación de la cúpula directiva recayendo sobre el hijo ya mayor George Marquet Huens, a su muerte, se dedicó la viuda del mismo a la gestión de ambos hoteles.
Durante el intento de golpe de Estado del 23 de febrero de 1981, el hotel sirvió de refugio para los medios de comunicación, los subsecretarios del Gobierno y la cúpula militar al estar próximo al Congreso de los Diputados, tomado por los golpistas. La tercera gran reforma se llevó a cabo en el año 1997.  El hotel fue protagonista durante la noche del 28 de octubre de 1982, mostrándose Felipe González y Alfonso Guerra asomados juntos al balcón del Hotel Palace al conocer los resultados favorables de las elecciones generales. El hotel cambió de manos en noviembre del año  2005. La venta del mismo formó parte de una operación que se llevó a cabo por el grupo hotelero Starwood, siendo el precio de 385 millones de euros. En 2006 el hotel fue adquirido por Archer Hotel Capital, grupo inversor en el sector inmobiliario hotelero, y opera bajo la marca Westin Hotels & Resorts de la cadena Marriott International.
En 2023 el Hotel Palace llevó a cabo una importante reforma de todas sus instalaciones, para adecuarlas a nuevas tecnologías y dotaciones, con una notable renovación del mobiliario, aunque manteniendo la esencia histórica del edificio. En 2025 concluyeron las obras y el establecimiento fue renombrado como The Palace, a Luxury Collection Hotel, sumándose así a la cartera de propiedades de The Luxury Collection. Los trabajos reformaron la fachada para recuperar elementos originales, se repusieron vidrios de la cúpula interior, se repusieron mármoles y se reformaron las habitaciones.

## Características

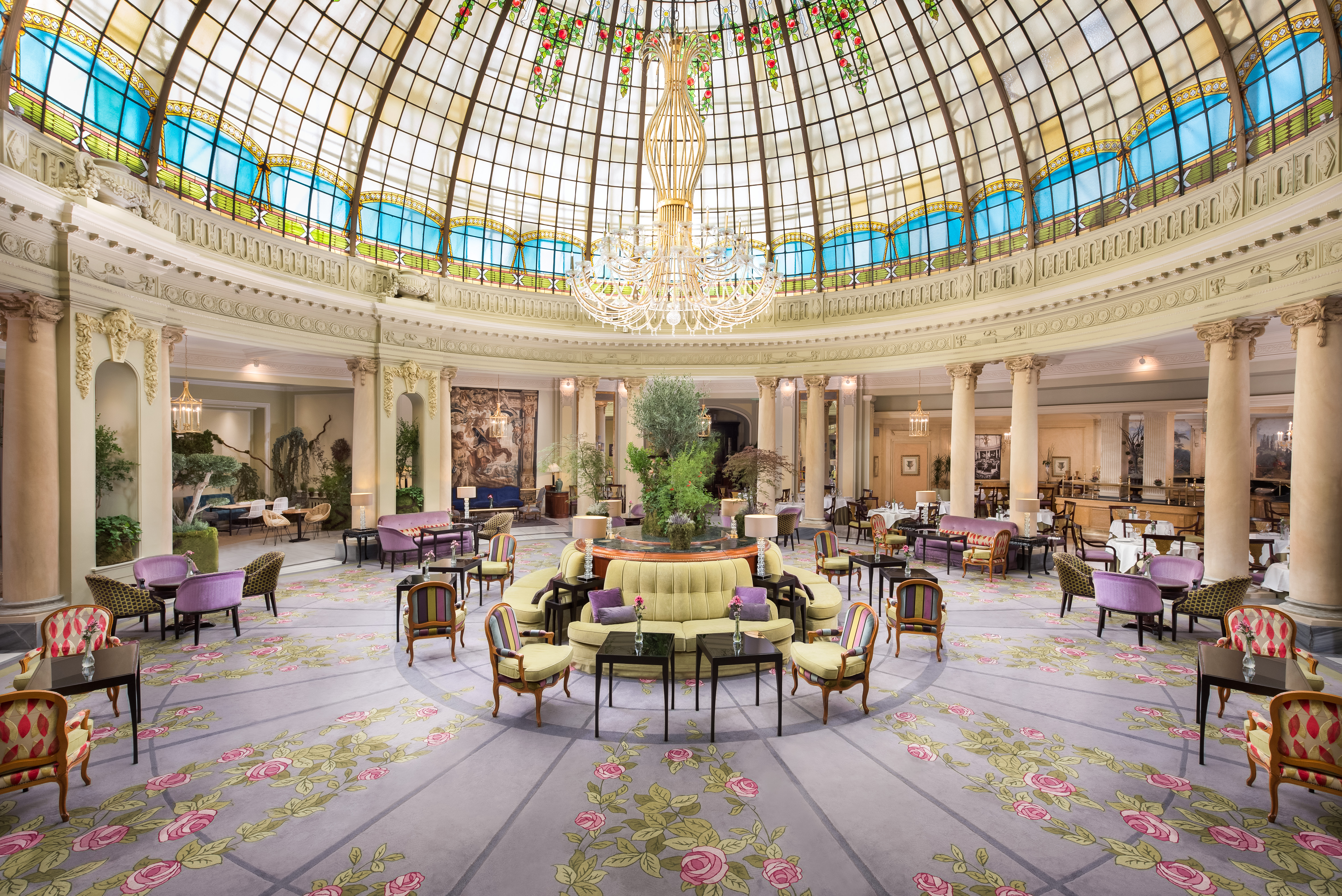
La cúpula vitral interior del hotel en el denominado jardín de invierno.

El edificio se construyó empleando materiales muy novedosos, entre ellos figura el hormigón armado. Se diseña desde sus inicios con clara vocación de ser un hotel singular en el centro urbano de Madrid. Singular por lo novedoso de sus servicios, y por los materiales empleados. El edificio que adquiere con el tiempo valor histórico, debido a su ubicación en el eje neoclásico del paseo del Prado. El estilo de la fachada forma parte de la corriente del eclecticismo urbano. Posee una composición clásica compuesta de: basamento, cuerpo, coronación. El basamento está realizado con piedras. El cuerpo consta de ventanas que dan a las habitaciones de las cuatro primeras plantas del hotel que van agrupadas en ejes verticales. Las ventanas del quinto piso se rematan en una especie de friso de remate. Las ventanas son salientes (de tipo bow-window) y se disponen como miradores. La coronación se encarga de comunicar los cuatro torreones en una especie de cubierta muy inclinada de estilo mansarda. La arquitectura se diseñó bajo la inspiración de otros hoteles parisinos de la época. A pesar de ello en el edificio se ensayaban nuevos modelos constructivos, que adquirieron éxito debido a la celeridad y efectividad de la construcción: realizada en pocos meses. Será influencia posteriormente en la arquitectura madrileña, muchos de los nuevos edificios construidos en la nueva Gran Vía y en la calle de Alcalá se inspirarían en este edificio. 
Se trata de un edificio de seis plantas sobre rasante y tres en subterráneos. En los subterráneos se encuentra la maquinaria e instalaciones de mantenimiento. Con planta poliédrica de cuatro lados y perímetro de trescientos metros, todos ellos limitados por las calles: Duque de Medinaceli, Carrera de San Jerónimo, plaza de Cánovas del Castillo y Cervantes respectivamente. Esta disposición da lugar a cuatro fachadas de ventanales. En las esquinas del poliedro con un torreón cilíndrico, todos ellos rematados con una cúpula. El color de las fachadas es blanco y contrasta con el color negro de las cubiertas de pizarra empleada en la coronación del edificio. El motivo ornamental más repetido son las guirnaldas. El edificio posee una cornisa común horizontal (no paralelo a la inclinación del pavimento). La última planta fue destinada al personal de servicio de los residentes, es decir chóferes, amas de llaves, asistentas, etc. Era denominada la dependencias de correo: chambres de courriers. La fachada que da a la plaza de Cánovas del Castillo tiene un anuncio luminoso de grandes dimensiones que muestra en letras rojas de neón: «PALACE HOTEL». El Hotel Palace cuenta con 470 habitaciones, de las cuales 51 son suites. 

### Entrada y vestíbulo

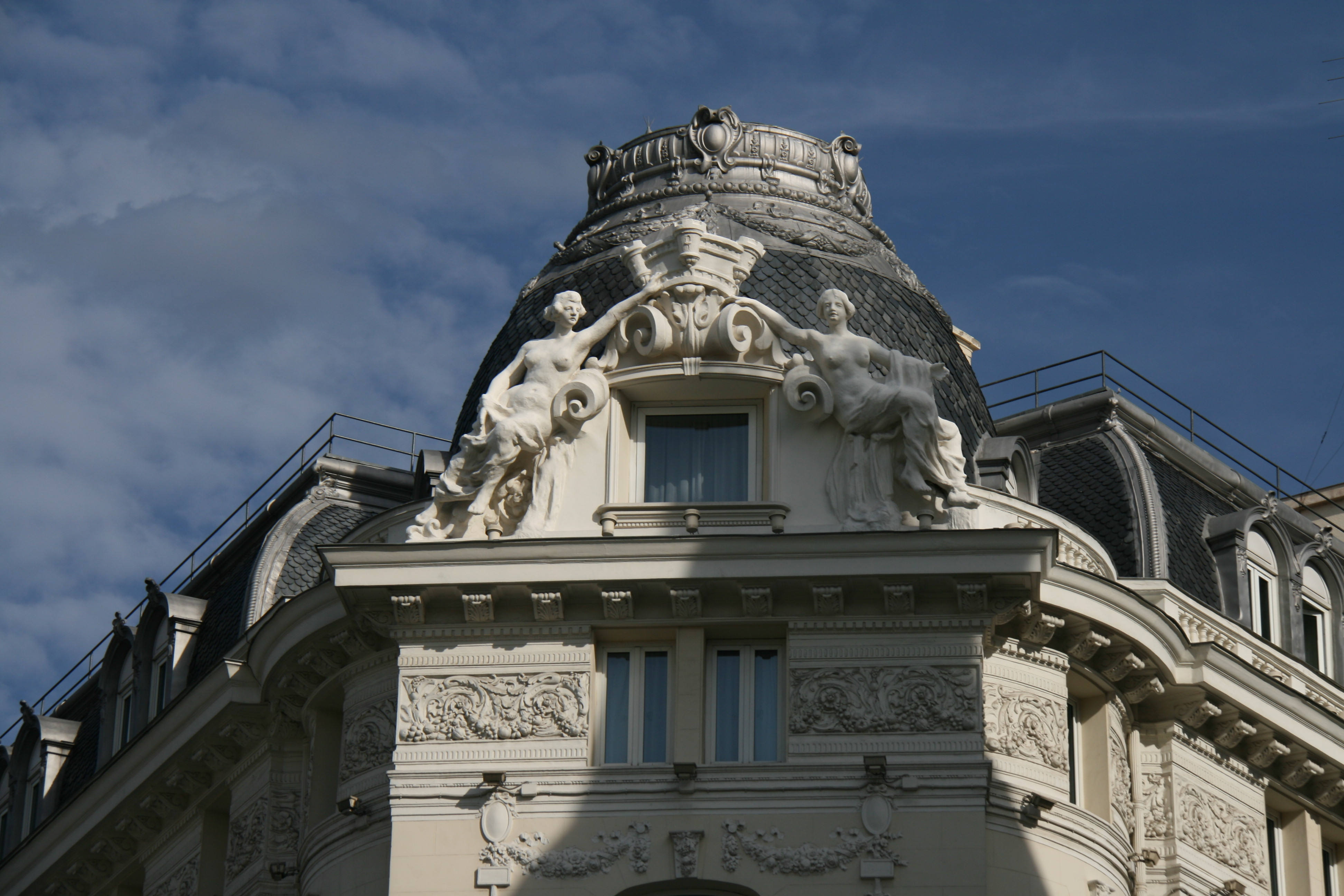
Coronación de la fachada de entrada.

El acceso principal al edificio se produce por la esquina del edificio que mira a la plaza de las Cortes. Se encuentra cubierta por una marquesina. Acceso que se contemplaba ya desde los primeros diseños del edificio y que resulta original por no encontrarse como es habitual en uno de los ejes de simetría de las fachadas. El acceso se produce en ascenso sucesivo de dos escalinatas, la primera permite llegar al hall interior de recepción y la otra para alcanzar el nivel general de la planta. En esta última cota es donde se encuentran: los salones, la tienda y el jardín de invierno. Esta primera cota (denominada "Planta Noble"), es el lugar donde se encuentran los espacios comunes de carácter representativo. Tras acceder, desde la recepción y conserjería, a la planta noble se entra en un vestíbulo de distribución que permite ir hacia las habitaciones, a la tiendas interiores o a los diferentes salones. El diseño del interior y de este acceso obliga al visitante a recorrer una secuencia de estancias antes de lograr el destino deseado dentro de él.

### Jardín de Invierno y los salones
El jardín de invierno aparece en los diseños iniciales de 1910 del arquitecto catalán Eduard Ferrés i Puig. Es uno de los espacios de mayor personalidad y representatividad dentro de los espacios públicos del hotel. El acceso directo desde la entrada lleva al jardín. Este espacio de planta circular se encuentra ubicado justo en el centro de la planta, en su interior y es de estilo art nouveau, se encuentra cubierto con una cúpula de vidrieras de colores sostenidas por columnas dobles. El espacio diáfano se mantiene debido a  unos arcos de hierro que la soportan. Este espacio posee una iluminación natural por el día debido a estar inserta en el fondo de un patio interior. En torno a este espacio se ubican perimetrálmente los salones y restaurantes. 
El salón de lectura inicial fue convertido en el bar y lugar de servicio de los desayunos. El restaurante se colocó en la misma planta que la cocina. El edificio se diseñó, ya desde sus inicios, como punto de reunión atractivo para la vida social de Madrid, con un servicio de diversos salones y restaurantes, desde la cocina asiática a la cocina española. Algunas de las salas se encuentran decoradas con tapices procedentes de la Real Fábrica de Tapices. 

### Los bajos del hotel
El desnivel existente entre la calle del Duque de Medinaceli y la cabecera de la plaza de Cánovas del Castillo se ha resuelto con la inclusión de los bajos, en ellos estuvo inicialmente la famosa cervecería de los años veinte del siglo XX. Los bajos ocupan una superficie de 2.700 metros cuadrados. La zona se dedicó a restaurante y a la colocación de una sala con mesas de billar (constaba de 55 mesas). Arquitectónicamente estos bajos hacen de zócalos que elevan los basamentos y ponen el edificio en un mismo nivel. Estos bajos fueron funcionalmente independientes de los servicios del hotel y se accedía a ellos solo desde las puertas insertas en la fachada que da a la plaza de Cánovas del Castillo. La sección de Planet Hollywood estuvo instalada durante unos años hasta que se cerró en 2008.